# Lijst van districten van Telangana
De Indiase deelstaat Telangana bestaat uit 33 districten:
| Nr. | District                | Inwoners  | Oppervlakte | Hoofdplaats  | Inwoners |
| --- | ----------------------- | --------- | ----------- | ------------ | -------- |
| 1   | Adilabad                | 708.972   | 4.153 km²   | Adilabad     | 139.383  |
| 2   | Bhadradri Kothagudem    | 1.069.261 | 7.483 km²   | Kothagudem   | 119.501  |
| 3   | Haiderabad              | 3.943.323 | 217 km²     | Haiderabad   | -        |
| 4   | Hanumakonda             | 1.080.858 | 1.309 km²   | Hanumakonda  | -        |
| 5   | Jagitial                | 985.417   | 2.419 km²   | Jagtial      | 103.930  |
| 6   | Jangaon                 | 566.376   | 2.188 km²   | Jangaon      | 52.394   |
| 7   | Jayashankar Bhupalpally | 416.763   | 2.293 km²   | Bhupalpally  | 42.387   |
| 8   | Jogulamba Gadwal        | 609.990   | 2.928 km²   | Gadwal       | 96.877   |
| 9   | Kamareddy               | 972.625   | 3.652 km²   | Kamareddy    | 80.519   |
| 10  | Karimnagar              | 1.005.711 | 2.128 km²   | Karimnagar   | 397.447  |
| 11  | Khammam                 | 1.401.639 | 4.361 km²   | Khammam      | 353.504  |
| 12  | Komaram Bheem           | 515.812   | 4.878 km²   | Asifabad     | 55.254   |
| 13  | Mahabubabad             | 774.549   | 2.877 km²   | Mahabubabad  | -        |
| 14  | Mahbubnagar             | 919.903   | 2.738 km²   | Mahbubnagar  | 222.573  |
| 15  | Mancherial              | 807.037   | 4.016 km²   | Mancherial   | 110.000  |
| 16  | Medak                   | 767.428   | 2.786 km²   | Medak        | 44.255   |
| 17  | Medchal-Malkajgiri      | 2.440.073 | 1.084 km²   | Shamirpet    | 93.865   |
| 18  | Mulugu                  | 257.744   | 3.881 km²   | Mulugu       | 46.901   |
| 19  | Nagarkurnool            | 893.308   | 6.545 km²   | Nagarkurnool | 26.801   |
| 20  | Nalgonda                | 1.618.416 | 7.122 km²   | Nalgonda     | 165.328  |
| 21  | Narayanpet              | 566.874   | 2.336 km²   | Narayanpet   | 41.752   |
| 22  | Nirmal                  | 709.418   | 3.845 km²   | Nirmal       | 88.433   |
| 23  | Nizamabad               | 1.571.022 | 4.288 km²   | Nizamabad    | 311.152  |
| 24  | Peddapalli              | 795.332   | 2.236 km²   | Peddapalli   | 56.000   |
| 25  | Rajanna Sircilla        | 552.037   | 2.019 km²   | Sircilla     | 92.910   |
| 26  | Rangareddy              | 2.446.265 | 5.031 km²   | Shamshabad   | 32.581   |
| 27  | Sangareddy              | 1.527.628 | 4.403 km²   | Sangareddy   | 72.344   |
| 28  | Siddipet                | 1.012.065 | 3.632 km²   | Siddipet     | 172.878  |
| 29  | Suryapet                | 1.099.560 | 3.607 km²   | Suryapet     | 105.250  |
| 30  | Vikarabad               | 927.140   | 3.386 km²   | Vikarabad    | 53.143   |
| 31  | Wanaparthy              | 577.758   | 2.152 km²   | Wanaparthy   | 60.949   |
| 32  | Warangal                | 718.537   | 2.175 km²   | Warangal     | 811.844  |
| 33  | Yadadri Bhuvanagiri     | 739.448   | 3.092 km²   | Bhongir      | 53.339   |

| Detailkaart                                          |
| ---------------------------------------------------- |
|                                                      |
| Districten van Telangana                             |
|                                                      |
| Districten van Telangana tijdens de formatie in 2014 |